# San José de Comayagua
San José de Comayagua – gmina (municipio) w środkowym Hondurasie, w departamencie Comayagua. W 2010 roku zamieszkana była przez ok. 6,7 tys. mieszkańców. Siedzibą administracyjną jest miejscowość San José de Comayagua.

## Położenie
Gmina położona jest w zachodniej części departamentu. Graniczy z 4 gminami:
- San Pedro Zacapa od północnego zachodu i zachodu,
- Taulabé od północnego wschodu i wschodu,
- Siguatepeque od wschodu,
- Jesús de Otoro od południa.

## Miejscowości
Według Narodowego Instytutu Statystycznego Hondurasu na terenie gminy położone były następujące wsie:

- San José de Comayagua
- El Calichito
- El Chaparral
- El Porvenir
- El Zarzal
- Higuerones
- La Laguna Seca
- La Pimienta
- La Pita
- Las Delicias
- Los Anises
- Los Llanos de San José
- Puerta del Potrero

## Demografia
Według danych honduraskiego Narodowego Instytutu Statystycznego na rok 2010 struktura wiekowa i płciowa ludności w gminie przedstawiała się następująco:
| Wiek                  | 0–3 | 4–6 | 7–12  | 13–17 | 18–24 | 25–64 | 65+ | razem |
| San José de Comayagua | 807 | 602 | 1 160 | 840   | 789   | 2 251 | 279 | 6 727 |
| Mężczyźni             | 426 | 311 | 579   | 434   | 415   | 1 158 | 145 | 3 467 |
| Kobiety               | 381 | 290 | 581   | 406   | 375   | 1 093 | 134 | 3 259 |